# 코슈트 칸국
코슈트 칸국(몽골어: ᠬᠣᠱᠤᠳ
ᠤᠯᠤᠰ Khoshuud Ulus, 한국 한자: 和硕特汗国 화석특한국)은 17세기에서 18세기 사이 티베트고원에 오이라트계 코슈트인들이 세운 칸국이다. 1642년 쾨케누르 몽골 지도자 귀시 칸이 세웠다. 달라이 라마 5세는 귀시 칸을 칸으로 인정하고 그에게 티베트의 보호를 의탁했다. 한편 달라이 라마를 중심으로 한 티베트인들의 조정 간덴 포드랑이 만들어져 내정을 관장했다.
코슈트 칸국은 1717년 중가르 칸국에게 정복당해 망했다. 중가르 칸국은 마지막 코슈트 칸 라브장 칸이 세운 달라이 라마 6세 예셰 갸초를 폐위하고 창양 갸초를 새로운 달라이 라마 6세로 세웠다. 이후 1720년 청나라가 티베트 원정을 통해 중가르를 몰아내면서 티베트는 청나라에 복속된다. 간덴 포드랑은 일종의 자치정부로 2백여년 넘게 계속 유지되다가 1959년 중화인민공화국에 의해 해산되었다.

## 역대 칸
1. 귀시 칸 1642년-1655년
2. 다얀 칸 1655년-1668년
3. 텐진 달라이 칸 1668년-1696년
4. 텐진 왕축 칸 1696년-1697년
5. 라브장 칸 1697년-1717년
6. 로브장 텐진 1717년-1724년

## 같이 보기
- 티베트인
- 쾨케누르 몽골